# Cliff Burton
Clifford Lee Burton (Castro Valley, 10. veljače 1962. – Ljungby, 27. rujna 1986.), američki glazbenik, najpoznatiji kao basist thrash metal sastava Metallica.
Bio je drugi basist grupe Metallica. Priključio se sastavu 1982. godine (zamijenio je Rona McGovneya). Njegov život i tragična smrt su inspirirali pjesme mnogih sastava uključujući Megadeth i Primus.
Poginuo je u autobusnoj nesreći u Švedskoj, 27. rujna 1986. godine.

## Životopis
Burton je rođen u Castro Valleyu, Kalifornija. Sa šest godina je počeo svirati glasovir, a 1976. godine, u svojoj četrnaestoj, počinje svirati bas-gitaru s lokalnim sastavima.
Njegovi roditelji kažu da je Cliff između četiri i šest sati na dan usavršavao svoje vještine na basu i nakon što se priključio sastavu Metallica. Nakon što je maturirao u srednjoj školi upisao je glazbeni tečaj u Nappa Valleyu u sjevernoj Kaliforniji.
Školski kolega mu je bio Jim Martin, bivši član sastava Faith No More.

## Stil sviranja
Njegov stil je neobično varirao za heavy metal basista. Od brzih,žestokih riffova iz pjesama "Battery", "Damage Inc." ili "The four horsemen" do vrlo melodičnog sviranja, kao naprimjer "Orion". Burton nikada nije svirao s trzalicama, već samo s prstima. Znao je svirati i na dvije ili tri žice istovremeno.

## Pridruživanje Metallici
Članovi Metallice su tražili basista koji je iskusniji od prošlog, Rona McGovneya. Čuli su Burtonov sastav Trauma i njegov slavni solo (Anesthesia) Pulling teeth.
Nakon konstantnog nagovaranja je pristao svirati s Metallicom, ali pod uvjetom da se presele iz Los Angelesa u San Francisco. Glazbena scena u Los Angelesu je bila preplastična za Burtona. Burton je izložio sastav mnoštvu glazbenih stilova, od Misfitsa, Pink Floyda i Thin Lizzyja do legendarnog klasičnog pijanista Glenna Goulda koji svira Bacha. Burton im se odmah svidio jer je svirao wah wah stil.

## Smrt
Na europskoj "Damage Inc" turneji, Burton i Kirk Hammett su se u autobusu zafrkavali s kartama. Burton je izvukao pikov as, pa je morao spavati na Kirkovom krevetu. Burton je poginuo kad je autobus proklizio preko leda (bilo je nagađanja da je i vozač bio pijan). Autobus se oteo kontroli i skotrljao na travu. Burton je ispao kroz prozor, pao ispod autobusa i autobus ga je prikliještio. Autobus se malo podigao i pao na njega drugi put.
Burtonova stopala kako vire ispod autobusa je prizor koji je proganjao ljude koji su bili u autobusu (Jamesa Hetfielda, Larsa Ulricha, Kirka Hammetta i tehničare) jako dugo.
Burtonovo tijelo je kremirano. Na ceremoniji pogreba je svirao instrumental Orion s albuma Master of Puppets. Metallica nije svirala Orion do 4. lipnja 2006., kad je povodom dvadesete godišnjice od izdavanja albuma Master of Puppets na turnejama Escape from Studio ´06 i Download ´06 festival u cijelosti odsviran cijeli album.

## Nasljednici
Burtona je nasljedio Jason Newsted. Newsted kaže da ga sastav nikada nije skroz prihvatio: Uvijek sam osjećao sjenu kako se nadvija nad mnom, i uvijek sam osjećao kao da nosim cipele koje su mi prevelike, uvijek kad bih se sjetio koga zamjenjujem. Cijelo se vrijeme s Metallicom osjećao kao novi dečko i James Hetfield ga je uvijek odbijao prihvatiti kao ravnopravnog Cliffu Burtonu. Jason je naposljetku napustio sastav.
Bob Rock je privremeno preuzeo dužnosti basiste, na albumu St. Anger. Uskoro poslije je Robert Trujillo bio izabran za novog basista. Robert Trujillo je puno bolje prihvaćen nego Jason. U dokumentarcu Some kind of Monster Kirk, Hammett komentira: On se baš uklopio i kad sam ga vidio kako svira Whiplash, kako svira vlastitim prstima, tako je svirao samo Cliff.

## Utjecaj
James Hetfield je priznao da je Burtonov utjecaj jako odgovoran za raniju glazbu i imidž Metallice. Uvježbani pijanist, Burton je iskoristio svoje znanje o teoriji i dodao ga zvuku skupine basističkim dionicama i učenjem Jamesa kako teorizirati i harmonizirati.
Cliffova opsesija nadrealnim hororima koje je pisao H.P. Lovecraft dala je sastavu ideju za naslovnice albuma i teme pjesama (The call of Ktulu, The thing that should not be). Sastav je dodao da njihova ljubav prema The Misfits, Samhain i sve stvari vezane uz Gllenna Danziga dolazi direktno od Cliffa. Cliff im je na turnejama puštao Misfitse do granice monotonije. Hetfield je rekao da je Cliffa gledao kao starijeg brata.
Burton je bio tih i povučen u sebe većinu vremena.

## Pjesme u njegovu čast
Nakon Burtonove smrti Metallica je snimila And justice for all 1988.
Instrumental "To live is to die" je po njegovim zadnjim riffovima i dio gdje se pjeva je njegov.
1987. Metallica izdaje počasni dokumentarac Cliff ´em all, koji se osvrće na Burtonovo vrijeme u sastavu.
Najpoznatija pjesma napisana Cliffu u čast je "In My Darkest Hour" grupe Megadeth. Pjevač Megadetha Dave Mustaine svirao je glavnu gitaru Metallice u ranije doba, tako da je jako dobro znao Cliffa.
Mustaine je naveo da ga je pjesma inspirirala Burtonovim odlaskom. Rekao je da mu James, Kirk i Lars nisu javili za Cliffovu nesreću, već ga je nazvao menadžer skupine. Kad je to čuo, Dave je sjeo na pod i plakao, potom uzeo akustičnu gitaru i napisao cijelu pjesmu. Riječi nisu direktno o Burtonu, nego su inspirirane njegovom smrću.

## Pjesme
Burton je napisao nekoliko Metallicinih pjesama uključujući "Master of Puppets", "Orion", "For Whom the Bell Tolls" i "Fade to Black".
Najbolji primjeri njegovog jedinstvenog sviranja bas-gitare su:
- Uvod za "For Whom The Bell Tolls" (koji se često zamijeni za gitaru)
- Epska solo-dionica na bas-gitari"(Anesthesia) Pulling teeth s albuma Kill 'em All
- Bas-gitara u instrumentalu "The Call of Ktulu"- Ride the Lightning
- Bas-gitara u instrumentalu "Orion"- Master of Puppets
- Uvod za "Damage Inc"
- Bas-gitaru pjesmi "Disposables heroes"
- "Master of Puppets" dobar je primjer Cliffovog sviranja bas-gitare čiji se zvuk često zamjeni za gitaru.

Napisao je puno rifova korištenih za pjesmu "To Live Is to Die" na albumu ...and Justice for All i pjesma je posvećena njemu.